# I. Sándor konstantinápolyi pátriárka
I. (Szent) Sándor (ógörögül: Ἀλέξανδρος), (237-245 között – 337 vagy 340) konstantinápolyi püspök 314-től, az első pátriárka 330-tól haláláig.
Sándor a visszavonult aggastyán Metrophanész utódaként viselte Konstantinápoly püspöki tisztségét 314-től. Ismeretes, hogy 322-ben I. Sándor alexandriai püspök levelet írt neki, hogy hagyja helyben az eretnek Arius ellen kimondott elítélő nyilatkozatot. Sándor 325-ben személyesen látogatott el a niceai zsinatra, majd annak határozatait ki is hirdettette a görög szigeteken. Kormányzása alatt minden esetben az ortodox hit támogatójaként lépett fel. 336-ban magával Nagy Konstantin római császárral is szembeszállt, mert a császár Arius hitelveinek elfogadására akarta rábírni a püspököt. Arius 336-ban hunyt el, némelyek szerint ebben az időben halt meg Sándor is. Mások 340-re teszik halála évét. Életéről Alexandriai Szent Atanáz (Epist. ad solit.), Nazianzi Szent Gergely (Orationes), és Szókratész Szkholasztikosz (Egyht., I., II. k.) számol be.